# 梅进勇
梅进勇（1959年1月8日—），越南政治人物，河南省里仁县人，曾任越共河南省委书记、越南中央政府办公厅主任等职务。

## 人物经历
梅进勇曾担任越共河南省委书记；2016年至2021年，转任越南政府办公厅主任。同时也是越南共产党第十一届、十二届中央委员会委员。2023年1月13日，因受到越南新冠疫情期间越南外交部救援包机受贿案的影响，越共中央书记处、越南政府决定给予梅进勇警告处分。2024年4月30日，越南公安部将梅进勇刑事拘留。2024年5月，越共中央将其开除党籍。

## 荣誉

### 越南勋章奖章
- “致力于越南外交事业”纪念章（外交部，2021年4月15日颁发[7]）

### 外国勋章奖章
- 旭日重光章（日本，2022年4月29日公布[8]）